# Gabriella Szabó (kanovaarster)
Gabriella Szabó (Boedapest, 14 augustus 1986) is een Hongaars kanovaarster.
Szabó won tijdens de Olympische Zomerspelen 2012 de gouden medaille in de K4 500m. Vier jaar eerder pakte ze nog zilver in dezelfde categorie. Op de Spelen van 2016 veroverde ze tweemaal goud een keer in de K4 500m en een keer in de K2 500m samen met Danuta Kozák.
Szabó werd negen keer wereldkampioen op de sprint een keer tweede en een keer derde. Ze werd daarnaast ook negen keer Europees kampioen, drie keer tweede en een keer derde. Daarnaast won ze ook een keer goud op de Europese Spelen.

## Belangrijkste resultaten

### Olympische Zomerspelen
| Editie | Plaats         | Resultaten      |
| ------ | -------------- | --------------- |
| 2008   | Peking         | K4 500m         |
| 2012   | Londen         | K4 500m         |
| 2016   | Rio de Janeiro | K2 500m K4 500m |

### Wereldkampioenschappen vlakwater
| Jaar | Plaats    | Resultaten         |
| ---- | --------- | ------------------ |
| 2007 | Duisburg  | K2 1000m           |
| 2009 | Dartmouth | K2 500m            |
| 2010 | Poznań    | K2 500m · K2 1000m |
| 2011 | Szeged    | K4 500m            |
| 2013 | Duisburg  | K2 1000m · K4 500m |
| 2014 | Moskou    | K2 500m · K4 500m  |
| 2015 | Milaan    | K2 500m · K4 500m  |

1960: Antonina Seredina & Maria Sjoebina ·
1964: Roswitha Esser & Annemarie Zimmermann ·
1968: Roswitha Esser & Annemarie Zimmermann ·
1972: Jekaterina Koerysjko & Ljoedmila Pinajeva-Chvedosjoek ·
1976: Nina Gopova & Galina Kreft ·
1980: Martina Bischof & Carsta Genäuß ·
1984: Agneta Andersson & Anna Olsson ·
1988: Anke Nothnagel & Birgit Schmidt-Fischer ·
1992: Ramona Portwich & Anke von Seck-Nothnagel ·
1996: Agneta Andersson & Susanne Gunnarsson-Wiberg ·
2000: Birgit Fischer & Katrin Wagner-Augustin ·
2004: Natasa Janics & Katalin Kovács ·
2008: Natasa Janics & Katalin Kovács ·
2012: Tina Dietze & Franziska Weber ·
2016: Danuta Kozák & Gabriella Szabó ·
2020: Lisa Carrington & Caitlin Regal ·
2020: Lisa Carrington & Alicia Hoskin
1984: Agafia Constantin & Nastasia Ionescu & Tecla Marinescu & Maria Ştefan ·
1988: Anke Nothnagel & Ramona Portwich & Birgit Schmidt-Fischer & Heike Singer ·
1992: Kinga Czigány & Éva Dónusz & Rita Kőbán & Erika Mészáros ·
1996: Birgit Fischer & Manuela Mucke & Ramona Portwich & Anett Schuck ·
2000: Birgit Fischer & Manuela Mucke & Anett Schuck & Katrin Wagner-Augustin ·
2004: Birgit Fischer & Carolin Leonhardt & Maike Nollen & Katrin Wagner-Augustin ·
2008: Fanny Fischer & Nicole Reinhardt & Katrin Wagner-Augustin & Conny Waßmuth ·
2012: Krisztina Fazekas & Katalin Kovács & Danuta Kozák & Gabriella Szabó ·
2016: Tamara Csipes & Krisztina Fazekas-Zur & Danuta Kozák & Gabriella Szabó ·
2020: Kozák & Csipes & Kárász & Bodonyi ·
2024: Carrington & Hoskin & Brett & Vaughan